# Kinder des Himmels
Kinder des Himmels è il primo album da solista del rapper austriaco Nazar, pubblicato il 27 giugno del 2008 dall'etichetta discografica Assphalt Muzik.

## Tracce
1. Intro
2. Auferstehung
3. Kinder des Himmels
4. Knock Out
5. Fremd im eigenen Land
6. ILM am Assphalt (feat. Godsilla)
7. Herrscher des Feuers
8. Fahrt in die Hölle (feat. Tarééc)
9. Schnelles Geld (feat. RAF Camora)
10. Reue
11. Für sein Team (feat. Emirez)
12. Hip Hop Hooligan (feat. Ezai)
13. 3 Leben 2 Städte (feat. Deso Dogg & MC Bogy)
14. Streetfighter Part II
15. Wenn es Nacht wird (feat. Jonesmann)
16. Outro